# Lehel Kovács
Lehel Kovács (* 30. Juni 1974 in Sfântu Gheorghe, Rumänien) ist ein in Deutschland lebender ungarischer Kunstmaler und Kunstdozent.

## Leben

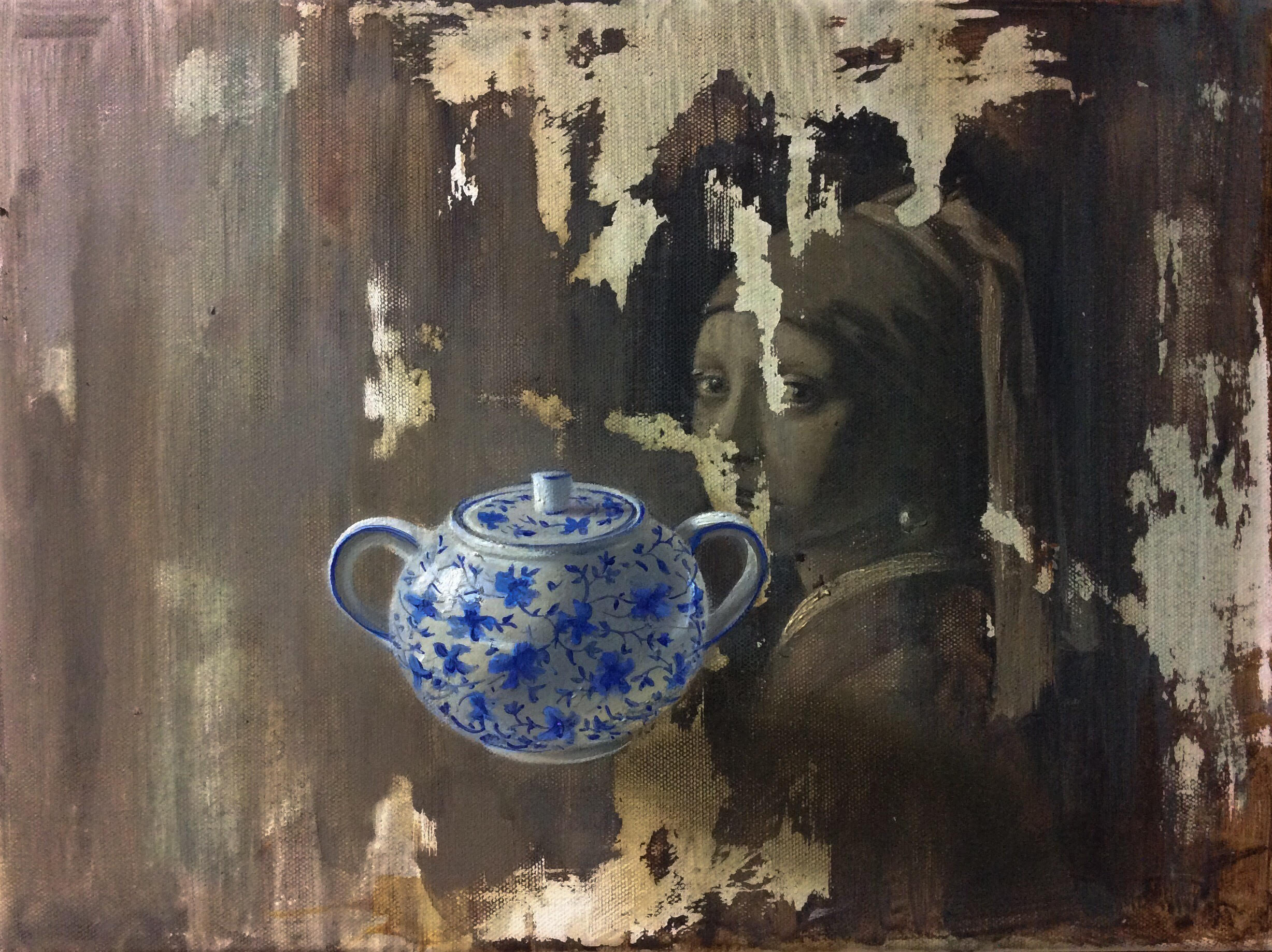
Fragment with Sugarbowl, 30 × 40 cm, Acryl und Öl auf Leinwand, 2019

Kovács war das vierte Kind von Zoltán Kovács (1938–2004), Schulinspektor und Lehrer für Chemie und Biologie, und dessen Frau Éva Márta Sinka (1944–2007), Lehrerin an der Grundschule. Sein Ururgroßvater war der Porträtmaler Miklós Sikó (1818–1900). Wegen der klerikalen Herkunft (der Großvater väterlicherseits war Pfarrer) und dem Wegzug eines Onkels nach Westdeutschland geriet die Familie in den 1980er Jahren unter der Ceauşescu-Diktatur unter starken Druck.
Nachdem seine Eltern im Jahre 1988 beantragt hatten, nach Ungarn auszuwandern, wurden sie gezwungen, den pädagogischen Beruf aufzugeben. Die Organisation für Staatssicherheit (Securitate) untersagte Zoltán Kovács sogar, jegliche Tätigkeit in Rumänien auszuüben.
Die Eltern schenkten Kovács' malerischen Ambitionen viel Aufmerksamkeit, deshalb ließen sie ihn von einem Privatlehrer, dem Künstler Gusztáv Ütő, unterrichten. Die Familie wanderte 1990 nach Ungarn aus. Kovács beendete das Gymnasium in Sümeg, einer transdanubischen Kleinstadt. Sein schon länger in Ungarn lebender Onkel, der Architekt József Finta, machte den Kunstmaler Pál Gerzson auf Kovács' Talent aufmerksam. So wurde Kovács Gerzsons Schüler. Nach der Abiturprüfung studierte er ein Jahr an einer Dekorateurschule und danach an der Ungarischen Akademie der Bildenden Künste.
Im Laufe des Studiums machte er eine Studienreise nach Rom, welche seine Denkweise über die Kunst und Malerei viele Jahre bestimmte. Obwohl seine Universitätsprofessoren betonten, wie wichtig es sei, sich stets an der zeitgenössischen Kunst zu orientieren, standen für Kovács die europäischen Traditionen deutlich im Vordergrund.
Seine Diplomarbeit bestand aus einer Serie von Landschaftsbildern, ein Genre, dem er seither seine volle Aufmerksamkeit schenkte.

## Künstlerisches Schaffen und Stilrichtungen

### Landschaftsbilder

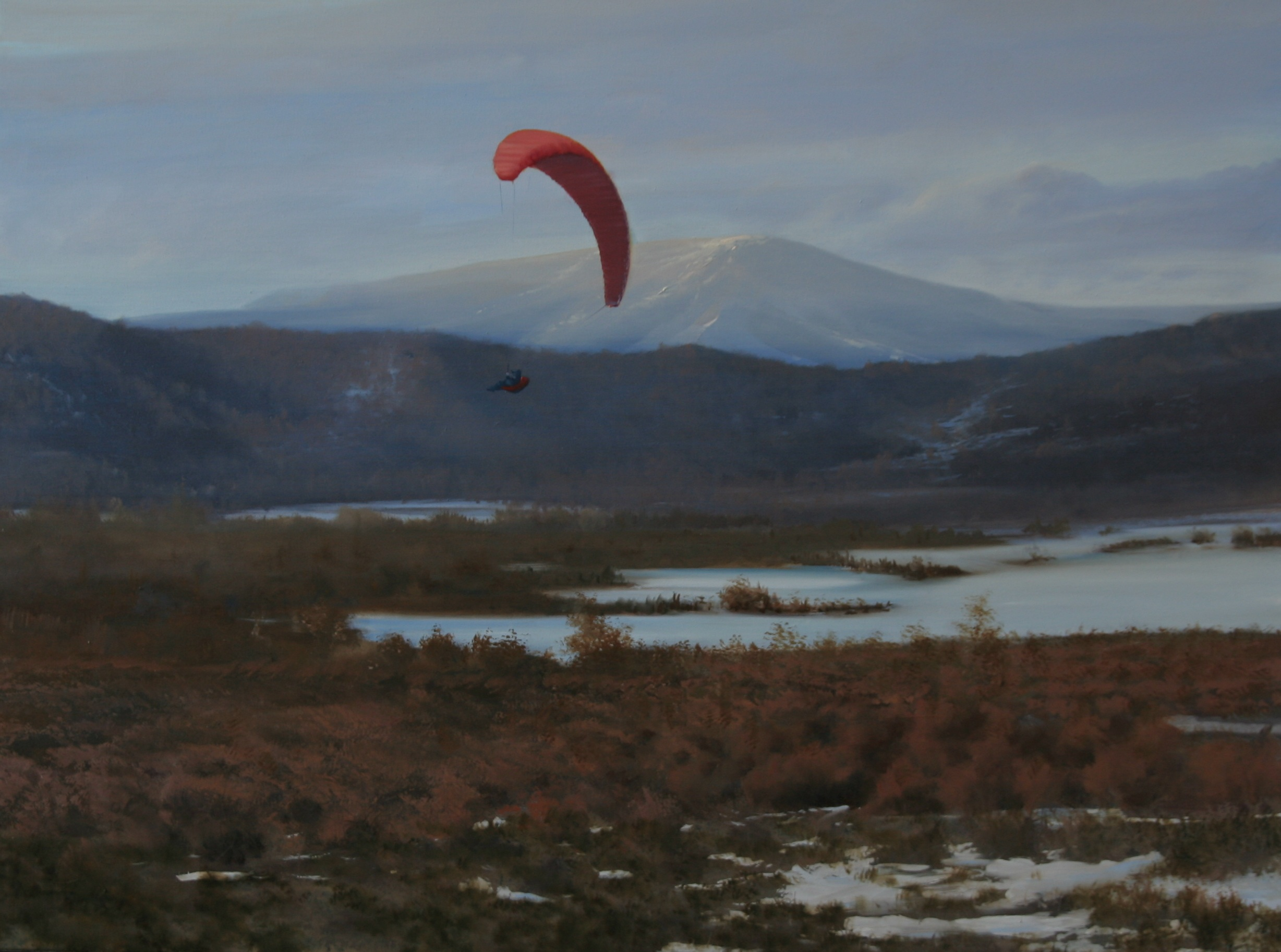
Termik, 2013, 90 × 120 cm, Öl auf Leinwand

Die französische Malerei des 19. Jahrhunderts hatte eine weitere große Wirkung auf den jungen Künstler. Idyllische, sonnige Landschaften waren die unmittelbare Folge davon. Diese wurden dann aber rasch von aktuelleren Eindrücken abgelöst. Auf seinen Bildern erschienen nun auch Motive der vom Menschen veränderten Natur, aber auch andere zum Nachdenken anregende Szenen. Später stand der Kontrast von Dämmerungslicht zu künstlichen Lichtquellen im Fokus seines Interesses. Gemälde wurden nun auch vermehrt mit Hilfe von Fotos gestaltet, und zwar sowohl im Freien als auch im Atelier.

### Abstraktes und Reales

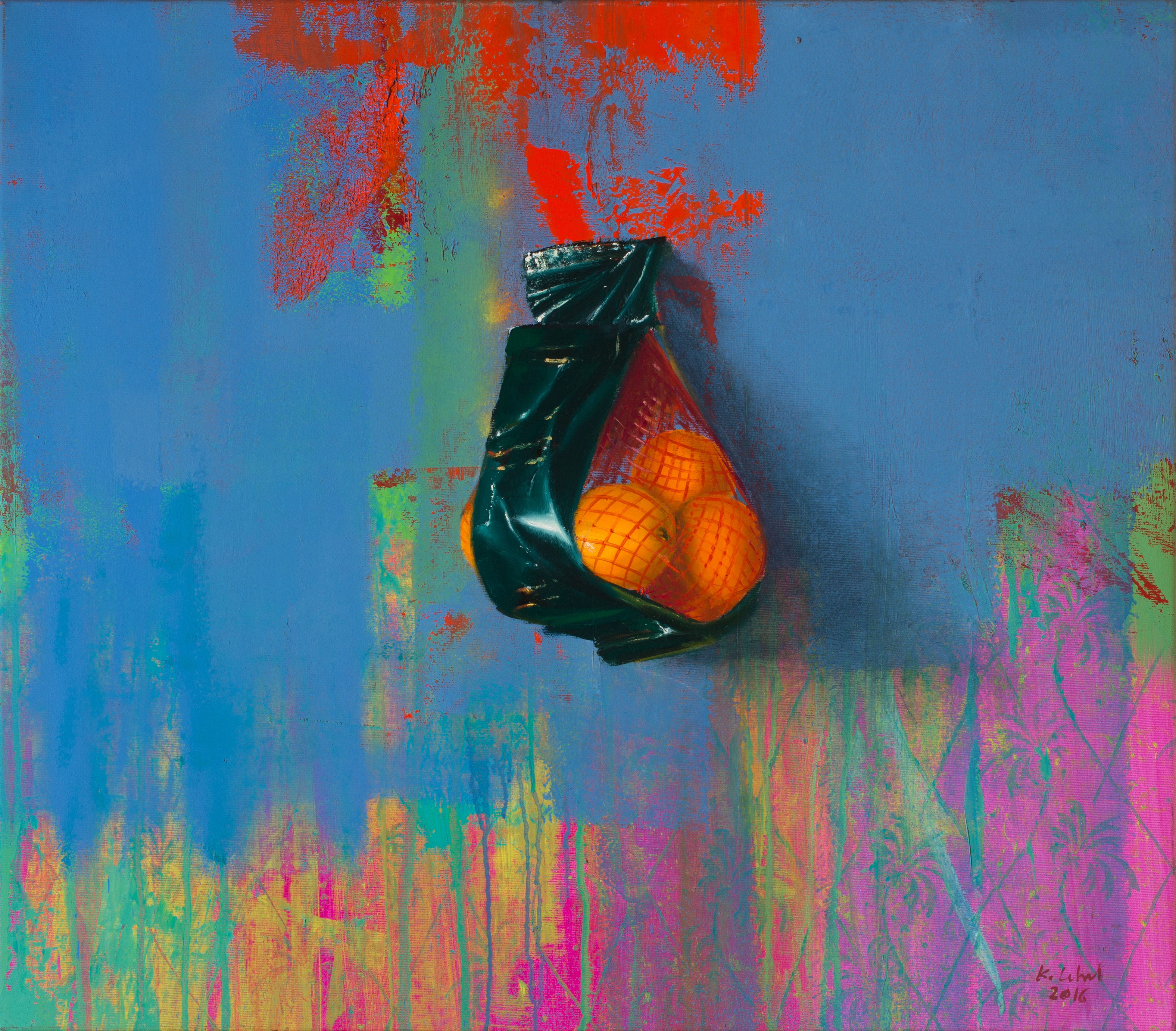
Blue and Orange, 70 × 80 cm, Acryl und Öl auf Leinwand, 2016

Im Jahre 2015 malte er in der Plein-Air-Künstlerkolonie in Katwijk. Diese Reise in die Niederlande führte zu einer radikalen Erneuerung seiner Malerei. Paradoxerweise wandte sich Kovács nämlich danach vom Genre des Landschaftsbildes ab. Die zweite Epoche seines künstlerischen Schaffens wurde von expressiverer Pinselführung, einer stärkeren Farbgebung sowie einer Kombination von abstrakten Oberflächen mit realistischen Motiven gekennzeichnet. Ausgangspunkte wurden fortan vor einer Wand stehende Objekte. Diese relativ puristische Formel verwandelt sich später eher in eine spielerische, indem die Wand zu einer abstrakten Oberfläche wird, vor welcher das Objekt im Raum steht. In das Objekt gemalte Farbstriche stellen die Eindeutigkeit der Räumlichkeit in Frage. Spitze Abgrenzungslinien verflüchtigen sich zwischen realen und abstrakten Ebenen.

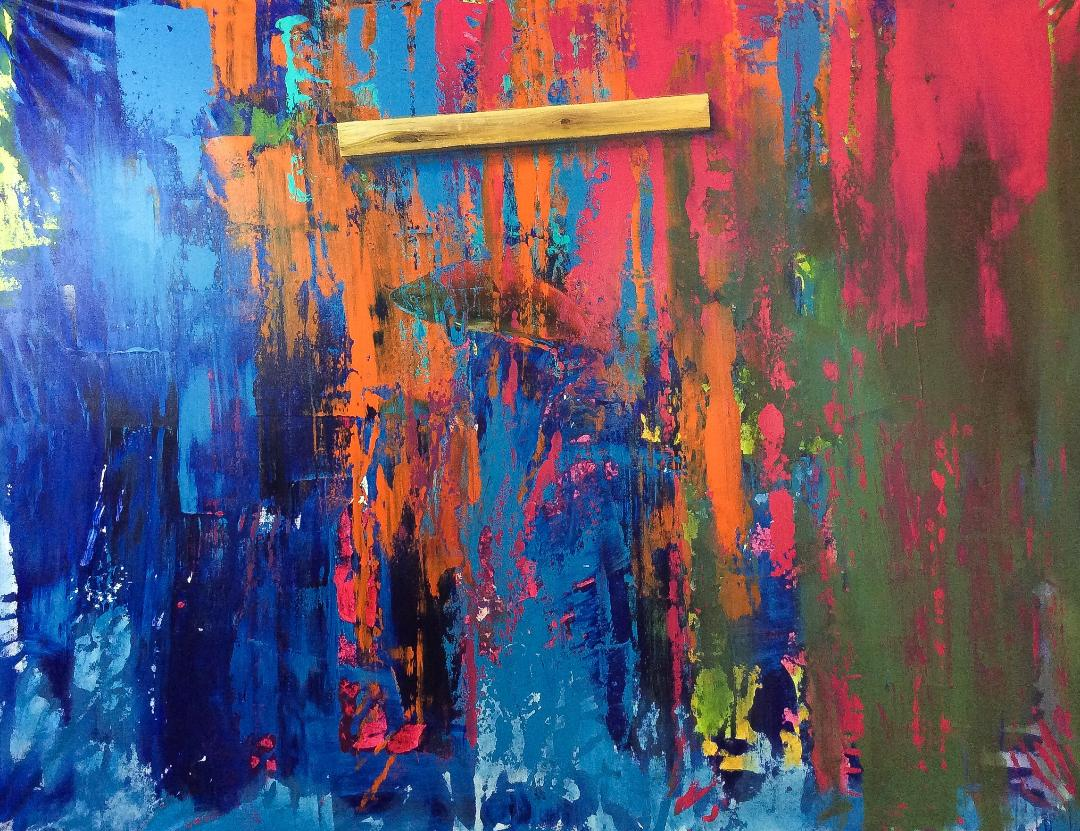
Salmon Run, 140 × 190 cm, Acryl auf Leinwand, 2018

Der Kunsthistoriker János Schneller kommentiert Kovács Kunst folgendermaßen:

“The relation between the objects and the background behind them can hardly be interpreted. As a result we have the feeling that the stained, patterned old walls have become the main focus of the paintings. The joy of the detailed and eye-tricking way of depicting which was familiar from his former paintings can be recognized in the painting method of his objects in the foreground. The backgrounds of his paintings have evolved with time and have become main motives of his paintings, while the objects in the foreground, instead of emphasizing their presence, accentuate their temporary, banal, evanescent character. In the confrontation of the two different ways of painting we can also recognize two different periods of his life.”

## Mitgliedschaften, kuratorische Tätigkeit und Unterricht
Seit 2000 ist Kovács Mitglied der Nationalvereinigung der Ungarischen Künstler (MAOE). 2003 wurde er Gründungsmitglied der Künstlerkolonie und Vereinigung Élesd und der Vereinigung der Bildenden Kunst Sensaria. Im selben Jahr erhielt er die Mitgliedschaft der Kulturvereinigung MAMÜ. Von 2009 bis 2016 war er Kurator des Festivals der Ungarischen Malerei. Seit 2020 ist Mitglied des Künstlerbundes Mecklenburg-Vorpommern. In den Jahren 2000 bis 2017 unterrichtete er im berühmten Gymnasium Trefort Ágoston in Budapest und seit 2018 ist er als Kunstdozent an der Design Akademie Rostock in Deutschland tätig.

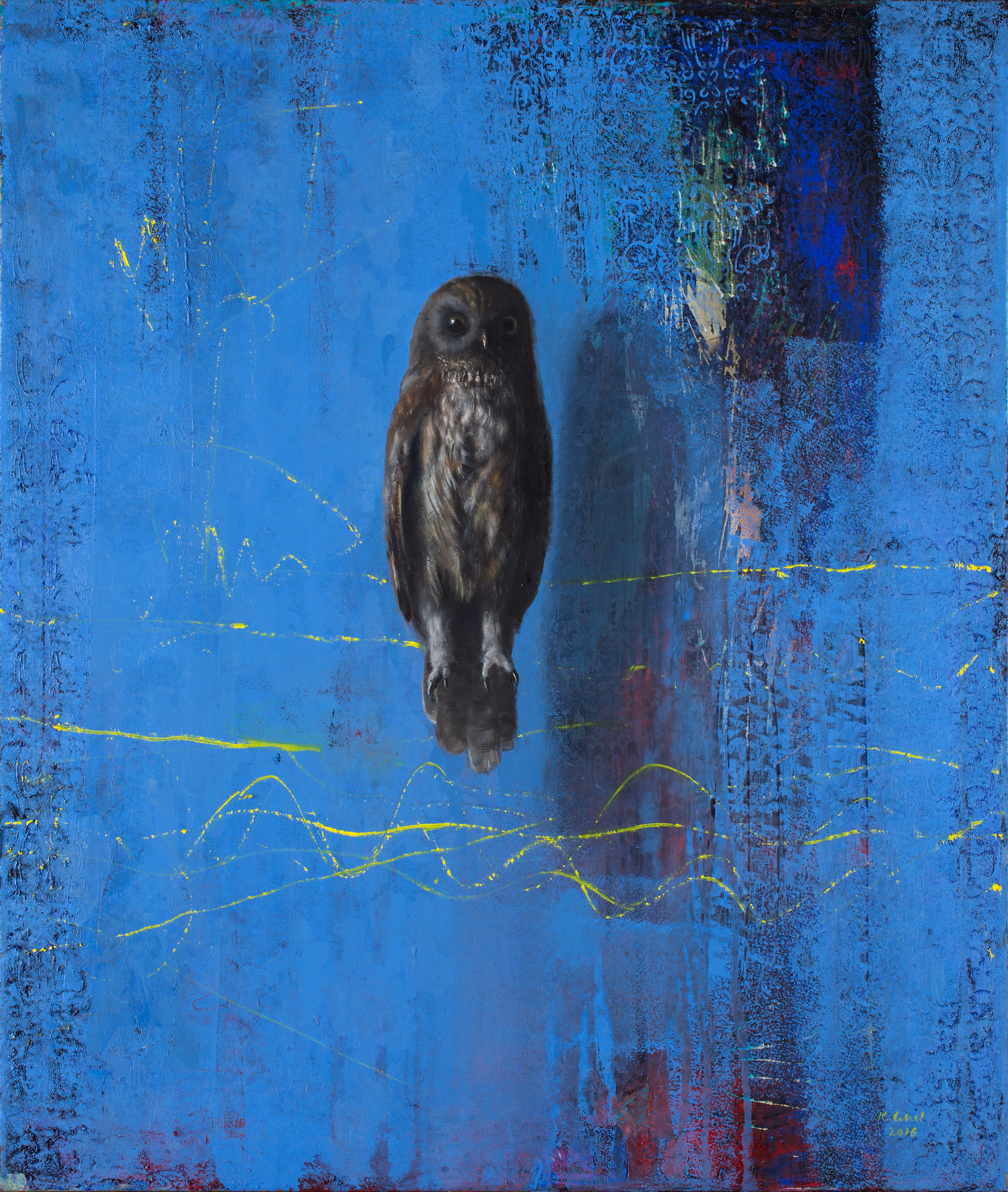
Yesterday Morning, 100 × 85 cm, Acryl und Öl auf Leinwand, 2017

## Ausstellungen
Seine Gemälde sind unter anderem in Wien, Salzburg, Neu-Delhi, Rom, Mailand, Straßburg, Katwijk, Cluj-Napoca, Budapest, Pécs, Szeged und Baia Mare ausgestellt. Seine Werke verteilen sich auf verschiedene ungarische und slowakische öffentliche Sammlungen, sowie auf mehrere Privatsammlungen in Deutschland, Österreich, in der Schweiz, in Italien, Polen, Ungarn, Rumänien und in der Slowakei. Seine Werke konnte man bisher nicht nur in Einzel- und Gruppenausstellungen besichtigen, sondern auch an internationalen Kunstmessen in Bologna, Paris und Budapest.
Im Laufe seiner bisherigen Karriere wurde sein künstlerisches Schaffen mit acht Preisen ausgezeichnet. Die Presse würdigt seine Tätigkeit in zahllosen Artikeln.

### Einzelausstellungen
- 2016: Resident Art Budapest, Ungarn
- 2016: Galerie San Marco, Budapest, Ungarn
- 2016: Galerie ’13, Budapest, Ungarn
- 2015: Galerie Ericsson, Budapest, Ungarn
- 2014: Künstlerkolonie Szolnok, Galerie Kert, Szolnok, Ungarn
- 2014: Galerie Art 9, Budapest, Ungarn
- 2012: Sensaria Offenes Atelier, mit Ábel Szabó, Budapest, Ungarn
- 2012: Edward Cutler Gallery, Mailand, Italien
- 2011: Griechische Kirchengalerie, Vác, Ungarn
- 2011: Galerie Art 9, Budapest, Ungarn
- 2010: Nationales Kunstmuseum, Palast Bánffy, Cluj-Napoca, Rumänien
- 2010: Galerie Duna TV, Budapest, Ungarn
- 2010: Galerie Bartók 32, Budapest, Ungarn
- 2009: Stadtgalerie, Szentes, Ungarn
- 2009: Kunsthalle Gyárfás Jenő, Szekler Nationalmuseum, Sfântu     Gheorghe, Rumänien
- 2009: Galerie ’13, Budapest, Ungarn
- 2008: Galerie Volksbank Zrt., Budapest, Ungarn
- 2008: Art Factory II., Budapest, Ungarn
- 2007: Galerie Ráday, Budapest, Ungarn
- 2005: Szinyei Salon, Budapest, Ungarn
- 2005: Kunsthalle Szentendre, mit Emese Bács und Sándor Szász,     Szentendre, Ungarn
- 2005: Galerie Ráday, mit Zsolt Ferenczy, Budapest, Ungarn
- 2003: Galerie Multicont, Budapest, Ungarn
- 2003: Galerie Meander, Budapest, Ungarn
- 2002: Kunstgalerie Fióka, mit Dániel László, Budapest, Ungarn
- 2001: Kulturhaus Szabadszállás, Szabadszállás, Ungarn
- 2001: Kulturhaus Petőfi Sándor, Győr, Ungarn
- 1994: Gymnasium Kisfaludy Sándor, Sümeg, Ungarn

### Gruppenausstellungen
- 2023: Déjà vu, Siebenbürgisches Zentrum für Bildende Kunst, Sfântu Gheorghe, Rumänien
- 2023: Sensaria 2007, Nationales Kunstmuseum,  Cluj-Napoca, Rumänien
- 2023: Siedler – Die Künstlerkolonie Élesd in Gödöllő, Várkapitányi lak, Gödöllő, Ungarn
- 2022: Unschärfe, Goldwerk Galerie, Rostock, Deutschland
- 2022: Arcanum, Lónyay-Hatvany Villa, Budapest, Ungarn
- 2022: Weißt du, wie ich meine?, Lokál, Oradea, Rumänien
- 2021: Sinnflut, Goldwerk Galerie, Rostock, Deutschland
- 2020: Neue Mitglieder, Kulturforum Schleswig-Holstein-Haus, Schwerin, Deutschland
- 2019: Über Violett, Sensaria, Galerie UP, Budapest, Ungarn
- 2019: Transylvania Retouched. A Matter of Landscape and Representation, Rumänisches Kulturinstitut, Berlin, Deutschland
- 2019: Minibilder, Vízivárosi Galéria, Budapest, Ungarn
- 2019: Lebende Ungarische Kunst, Museum Óbuda, Budapest, Ungarn
- 2019: Geschichte, Galerie Szolnok, Szolnok, Ungarn
- 2018: Lebende ungarische Malerei, Kepes Institut, Eger, Ungarn
- 2018: 65. Herbstausstellung, Hódmezővásárhely, Ungarn
- 2017: Revolution in der Malerei, Galerie Bartók 1, Budapest, Ungarn
- 2017: Minibilder, Vigadó, Budapest, Ungarn
- 2017: Limes, Galerie Szolnok, Szolnok, Ungarn
- 2017: Hommage á Károly Ferenczy, Galerie MANK, Szentendre, Ungarn
- 2017: Der Fisch, Bálna, Budapest, Ungarn
- 2017: Budapest trifft Salzburg, Berchtold Villa, Salzburg, Österreich
- 2016: Gärten und Ateliers, 20. Jubiläum der Künstlerkolonie Élesd, Kunsthalle, Budapest, Ungarn
- 2016: Ausstellung NKA, Várkert Bazár, Budapest, Ungarn
- 2016: Adriatica la via dell’arte, Galerie Antichi Forni, Macerata,     Italien
- 2016: 63. Herbstausstellung, Hódmezővásárhely, Ungarn
- 2015: Sensaria, Haus der Künste, Szekszárd, Ungarn
- 2015: Reflex, Galerie Szolnok, Szolnok, Ungarn
- 2015: Kunstvereinigung Katwijk, Duna Atelier, Niederlande
- 2015: Künstlerkolonie Élesd, Aleşd, Rumänien
- 2015: 62. Herbstausstellung, Hódmezővásárhely, Ungarn
- 2014: Neue Generation, Galerie ’13, Budapest, Ungarn
- 2014: Lebende ungarische Kunst, Bálna, Budapest, Ungarn
- 2014: Künstlerkolonie Élesd, Café Moszkva, Oradea, Rumänien
- 2014: Künstlerkolonie Élesd, Aleşd, Rumänien
- 2014: Fluss, Galerie Szolnok, Szolnok, Ungarn
- 2014: Eine andere Generation, Karinthy Salon, Budapest, Ungarn
- 2014: 61. Herbstausstellung, Hódmezővásárhely, Ungarn
- 2014: 15. Tafelmalerei-Biennale, Szeged, Ungarn
- 2013: Zone, MODEM, Debrecen, Ungarn
- 2013: Nach der Zone, Galerie IX-XI, Budapest, Ungarn
- 2013: Künstlerkolonie Élesd, Aleşd, Rumänien
- 2013: Frühstück im Grünen, Galerie Viltin, Budapest, Ungarn
- 2013: 59. Herbstausstellung, Hódmezővásárhely, Ungarn
- 2012: One Year On, Edward Cutler Gallery, Mailand, Italien
- 2012: Künstlerkolonie Élesd, Aleşd, Rumänien
- 2011: Quatricinium, Galerie Vén Emil, mit Magda Atkári, Orsolya Góra     und István Halmi-Horváth, Budapest, Ungarn
- 2011: Künstlerkolonie Élesd, Aleşd, Rumänien
- 2010: Sensaria im Atelier Kecskemét, Bozsó-Sammlung, Kecskemét, Ungarn
- 2010: Pléden, Galerie MAMÜ, Budapest, Ungarn
- 2010: Leinwand, Viltin Galerie, Budapest, Ungarn
- 2010: Künstlerkolonie Élesd, REÖK Palast, Szeged, Ungarn
- 2010: Künstlerkolonie Élesd, Bernády Villa, Târgu-Mureş, Rumänien
- 2010: Künstlerkolonie Élesd, Aleşd, Rumänien
- 2009: Sensaria, Ungarisches Institut Sofia, Bulgarien
- 2009: Künstlerkolonie Élesd, Aleşd, Rumänien
- 2009: Genius Loci, Galerie der Künstlerkolonie Szentendre, Ungarn
- 2009: Die Zeit des Gemäldes II., REÖK Palast, Szeged, Ungarn
- 2008: Zeitgenössische Sammlung, Galerie Kogart, Budapest, Ungarn
- 2008: Wert, Kunst, Förderung, Galerie Kogart, Budapest, Ungarn
- 2008: Künstlerkolonie Élesd, Aleşd, Rumänien
- 2008: Elf, Künstlerkolonie Élesd, Kunsthalle Szombathely, Szombathely,     Ungarn
- 2008: 9. Internationale Künstlerkolonie, Zeitgenössische Ungarische     Galerie, Vermesvilla, Dunajská Streda, Slowakei
- 2007: Sommerliche Ernte, Galerie Start, Budapest, Ungarn
- 2007: Sensaria, Szolnok, Ungarn
- 2007: Next. Start, Galerie Nextart, Budapest, Ungarn
- 2007: Neue Figurativität, Galerie Csepel, Budapest, Ungarn
- 2007: Licht, Galerie Volksbank Zrt., Budapest, Ungarn
- 2007: Künstlerkolonie Élesd, Galerie Nagy Gyula, Várpalota, Ungarn
- 2007: Künstlerkolonie Élesd, Galerie B55, Budapest, Ungarn
- 2007: Künstlerkolonie Élesd, Aleşd, Rumänien
- 2007: Künstlerkolonie Baia Sprie, Baia Sprie, Rumänien
- 2007: Die Zeit der Malerei – wiederinterpretierte Traditionen,     Ungarische Nationalgalerie, Budapest
- 2007: Das Unvermittelte des Bildes – Zehn Jahre Künstlerkolonie Élesd,     Ernst Museum, Budapest
- 2006: Tragende Tradition der Malerei 3., Galerie Pécs, Pécs, Ungarn
- 2006: Tragende Tradition der Malerei 2., Tornyai János Museum,     Hódmezővásárhely, Ungarn
- 2006: Römische Miniaturen, Ungarische Akademie, Rom, Italien
- 2006: Künstlerkolonie Élesd, Aleşd, Rumänien
- 2006: Kogart Salon, Galerie Kogart, Budapest, Ungarn
- 2006: Jenseits der Zeit – Tragende Tradition der Malerei, Galerie     Szombathely, Szombathely, Ungarn
- 2006: Hommage für die ungarische Revolution von ' 56, Künstlerkolonie     Élesd, Europäisches Parlament, Straßburg, Frankreich
- 2006: Erntenreportage, Galerie Oktogonart, Budapest, Ungarn
- 2006: 53. Herbstausstellung, Hódmezővásárhely, Ungarn
- 2005: Wahre Abenteuer, Szinyei Salon, Budapest, Ungarn
- 2005: Künstlerkolonie Élesd, Rakéta Bázis, Zsámbék, Ungarn
- 2005: Künstlerkolonie Élesd, Galerie Tibor Ernő, Oradea, Rumänien
- 2005: Künstlerkolonie Élesd, Galerie MAMÜ, Budapest, Ungarn
- 2005: Künstlerkolonie Élesd, Aleşd, Rumänien
- 2005: Konstante, Eger, Ungarn
- 2005: Kogart Salon, Galerie Kogart, Budapest, Ungarn
- 2005: Gärten, Veszprém, Ungarn
- 2005: 11. Triennale Delhi, Neu-Delhi, Indien
- 2004: Sensaria, Galerie Godot, Budapest, Ungarn
- 2004: Realer, Sensaria, Hódmezővásárhely, Ungarn
- 2004: Künstlerkolonie Élesd, Galerie Tibor Ernő, Oradea, Rumänien
- 2004: Künstlerkolonie Élesd, Aleşd, Rumänien
- 2004: Frühlingsausstellung, Veszprém, Ungarn
- 2003: Künstlerkolonie Élesd, Galerie Tibor Ernő, Oradea, Rumänien
- 2003: Künstlerkolonie Élesd, Galerie MAMÜ, Budapest, Ungarn
- 2003: Künstlerkolonie Élesd, Aleşd, Rumänien
- 2003: Hortus Conclusus, Griechische Kirchengalerie, Vác, Ungarn
- 2002: Künstlerkolonie Gyermely, Galerie MAMÜ, Budapest, Ungarn
- 2002: Künstlerkolonie Élesd, Galerie Tibor Ernő, Oradea, Rumänien
- 2002: Künstlerkolonie Élesd, Aleşd, Rumänien
- 2002: Frühlingsausstellung, Veszprém, Ungarn
- 2001: Künstlerkolonie Gyermely, Galerie MAMÜ, Budapest, Ungarn
- 2001: Künstlerkolonie Élesd, Aleşd, Rumänien
- 2000: Künstlerkolonie Élesd, Aleşd, Rumänien
- 2000: BAUMAX-X, Collegium Hungaricum, Wien, Österreich
- 2000: BAUMAX-X, BAUMAX-X Zentrum, Budapest, Ungarn
- 1999: Künstlerkolonie Élesd, Aleşd, Rumänien
- 1998: Künstlerkolonie Élesd, Aleşd, Rumänien
- 1998: Frühlingsausstellung, Veszprém, Ungarn
- 1994: Medium 3, Kunsthalle Gyárfás Jenő, Szekler Nationalmuseum, Sfântu Gheorghe, Rumänien

### Internationale Kunstmessen
- 2022:  Art Market Budapest, Ungarn, mit Galerie Léna and Rosally (Budapest)
- 2022: Volta Basel, Schweiz, mit Galerie Léna and Rosally (Budapest)
- 2013: Arte Fiera Bologna, Italien, mit John Martin Gallery (London) und Edward Cutler Gallery (Mailand)
- 2013: Art Paris, Frankreich, mit Edward Cutler Gallery (London)
- 2012: Arte Fiera Bologna, Italien, John Martin Gallery (London) und Edward Cutler Gallery (Mailand)
- 2011: The Others, Torino, Italien, mit Edward Cutler Gallery (Mailand)
- 2010: Art Market Budapest, Ungarn, mit Galerie Viltin (Budapest)

## Sammlungen
- Tragor Ignác Museum, Vác, Ungarn
- Zeitgenössische Ungarische Galerie, Dunajská Streda, Slowakei
- Zeitgenössische Kunstsammlung Kogart, Budapest, Ungarn
- Ortsgeschichtliche Sammlung Soroksár-Budapest, Ungarn

## Preise
- 2016: MANK Preis, 63. Herbstausstellung, Hódmezővásárhely, Ungarn
- 2014: Sonderpreis, 15. Biennale Szeged, Ungarn
- 2013: Sonderpreis, 60. Herbstausstellung, Hódmezővásárhely, Ungarn
- 2012: Der Preis der Hauptversammlung des Komitats Csongrád, 59.     Herbstausstellung Hódmezővásárhely, Ungarn
- 2008: Stiftung der bildenden Kunst Katona Kiss Ferenc, Ungarn
- 2006: Preis der Nationalvereinigung der Ungarischen Künstler MAOE, 53.     Herbstausstellung, Hódmezővásárhely, Ungarn
- 2004: Barcsay Kunstpreis, Ungarn
- 2000: 3. Preis, BAUMAX-X Wettbewerb, Ungarn

## Stipendien
- 2010: Stipendium der Budapest Galerie, Straßburg, Frankreich
- 2005: Ungarische Akademie, Rom, Italien